# Ithaca (town, New York)
Pour les articles homonymes, voir Ithaca.
Ithaca est une ville du comté de Tompkins, dans l'État de New York, aux États-Unis,. En 2020, elle compte une population de 22 283 habitants.

## Démographie
Lors du recensement de 2010, la ville comptait une population de 19 930 habitants, tandis qu'en 2020, elle s'émève à 22 283 habitants.